# Canadian Multicultural Hockey League
Kanadska multikulturalna liga u hokeju na ledu (eng. Canadian Multicultural Hockey League) je ligaško natjecanje u športu u hokeju na ledu, a održava se u Kanadi.
Natjecanje je humanitarnog karaktera (prihodi idu u dobrotvorne svrhe), a u njemu se natječu momčadi nacionalnih zajednica, mahom iseljeničkih. 
Zamišljena je i kao svojevrsno prvenstvo kanadskih etničkih zajednica (uglavnom u Torontu). Postoje inicijative da se isto natjecanje pokrene i u Vancouveru i Montrealu, tako da najbolji igraju za "Kanadski kup" (Canadian Cup).
Održava se pod sloganom "Ponosan biti Kanađaninom i ponosan na naše podrijetlo"  ("Proud to be Canadian and proud of our heritage").

## Natjecateljski sustav
2006. su se natjecali u pet divizija, "Madawaska", serijama "A", "B", "C", "D" i divizija za žene.

2007. se natječu u dvjema divizijama, "Premier Championship" i "True North Championships".

## Sudionici
- 2007.:

"Premier Championship":

Polish Hussars, Israeli Maccabees, Frozen Boatmen (Toronto Argonauts), Ukrainian Kozaks, Nubian Kings, Portuguese Sea Wolves, Japanese Arashi, Maltese Falcons, Italian Gladiators, Hellenic Lightning.
"True North Championships"
:
South Asian Vipers, Lithuanian Klevo Lapai, First Nation Firebirds, Guyanese Stars, French Nordique, Scottish Smokin' Muskokan's, Russian Kremlins, Ottawa Hellenic, Korean Furyans, Estonian 
- 2006.:

"Madawaska": 

Algonquin Thunderbirds, Koshubian Griffens, Finnish Sisu, Macedonian Lions, Serbian White Eagles, 

"Series A": 

Iroquois Silverhawks, Korean Tigers, Chinese Ice Dragons, Japanese Arashi, Filipino Fury
"Series B": 

Macedonian Lions, Ojibwe Thunderbirds, Finnish Sisu, South Asian Vipers, Serbian White Eagles

"Series C": 

Irish Shamrocks, Nubian Kings, Italian Gladiators, Scottish Highlanders, German Thunder

"Series D": 

Portuguese Sea Wolves, Ukrainian Kozaks, Croatian Knights, Hellenic Lightning, Polish Hussars.
Za žene ("Womens"): 

European Sirens, Japanese Typhoon, Ojibwe Northern Storm, Iroquis River Chicks, Chinese Mayhem Dragons, Israel Maccabees

## Vanjske poveznice
- http://www.cmhl.ca/ Službene stranice